# Buckongahelas
Buckongahelas lub Buckhongahelas (ur. ok. 1720, zm. w maju 1805) – wojownik i wódz indiańskiego plemienia Delawarów. Żył w czasach wojen Francuzów i Indian z Anglikami (1754–1763), powstania Pontiaka (1763-1766), wojny o niepodległość Stanów Zjednoczonych (1775-1783) oraz wojny z Indianami Północnego Zachodu (1785-1795, zwanej inaczej wojną Małego Żółwia).
Wraz z Małym Żółwiem (wodzem Miami) i Błękitną Kurtką (wodzem Szaunisów) stworzył silną konfederację plemion indiańskich. W czasie wojny o niepodległość Stanów Zjednoczonych (1775-1783) walczył po stronie Brytyjczyków przeciwko amerykańskim kolonistom.
4 listopada 1791 roku pomógł wodzom Małemu Żółwiowi i Błękitnej Kurtce wygrać w bitwie nad rzeką Wabash, która miała miejsce w pobliżu Fortu Recovery w obecnym stanie Ohio. Trwająca około trzech godzin bitwa zakończyła się klęską oddziału Amerykanów pod dowództwem generała Arthura St. Claira. Poległo ponad 600 żołnierzy i oficerów, a także spora liczba towarzyszących im żon, osadników i markietanek. Była to największa w historii klęska Amerykanów w walkach z Indianami.
Buckongahelas zasłynął również z tego, że poprowadził swoje plemię z ziem w stanie Delaware do nowych siedzib w okolicach dzisiejszego miasta Muncie w stanie Indiana.
Zmarł w maju 1805 roku. Amerykanie, którzy go znali, określali go mianem „Jerzego Waszyngtona plemienia Delawarów”.